# 蕭毅中
蕭毅中（1586年—1631年），字貞甫，號元衡，湖廣荆州府公安縣人。

## 生平
万历三十一年癸卯科湖广乡试第六十六名举人，三十五年（1607年）丁未科三甲207名进士，除安福縣知縣，擢貴州道监察御史，提督廬鳳等處學政。天启中，魏忠贤擅權，毅中抗疏廷爭，阉党以其与杨涟交善，被放逐歸。歸而杜门避禍，不敢预黨事。崇禎初，起廢，頗惩前事，有所避就，出大理寺丞，二年起复为太僕寺少卿，遷南赣巡撫，未幾卒于任，子蕭旻。

## 家族
曾祖蕭軻。祖父蕭鏡。父蕭九疇。母李氏。具庆下。兄侍中、受中。